# Sloveniens herrlandslag i ishockey
Sloveniens herrlandslag i ishockey representerar Slovenien i ishockey för herrar.
Första matchen spelades den 20 mars 1992 i Klagenfurt, och förlorades med 0-1 mot Österrike .
Landet har totalt 980 spelare. Sloveniens bästa placering är en trettonde plats i VM i ishockey 2002 i Sverige och i 2005 i Österrike. Den 8 februari 2013 gjorde Slovenien sin största framgång någonsin som hockeynation genom att kvalificera sig första gången till OS i Sotji 2014. I OS-turneringen blev laget sensationellt sjua, efter att ha slagits ut i kvartsfinal mot Sverige med 0-5.

## OS-turneringar
- 1992 - OS i Albertville, Frankrike - deltog ej
- 1994 - OS i Lillehammer, Norge - deltog ej
- 1998 - OS i Nagano, Japan - kvalificerade sig inte
- 2002 - OS i Salt Lake City, USA - kvalificerade sig inte
- 2006 - OS i Turin, Italien - kvalificerade sig inte
- 2010 - OS i Vancouver, Kanada - kvalificerade sig inte
- 2014 - OS i Sotji, Ryssland - sjua

## VM-resultat
- 1930-1992 - Deltog inte
- 1993 - 20:e plats (4:a i C-gruppen)
- 1994 - 25:e plats (5:a i C-gruppen)
- 1995 - 27:e plats (7:a i C-gruppen)
- 1996 - 23:e plats (3:a i C-gruppen)
- 1997 - 22:a plats (2:a i C-gruppen)
- 1998 - 18:e plats (2:a i B-gruppen)
- 1999 - 21:a plats (5:a i B-gruppen)
- 2000 - 23:e plats (7:a i C-gruppen)
- 2001 - 17:e plats (Vann Division I, grupp B)
- 2002 - 13:e plats
- 2003 - 15:e plats
- 2004 - 17:e plats (Vann Division I, grupp B)
- 2005 - 13:e plats
- 2006 - 16:e plats
- 2007 - 17:e plats (Vann Division I, grupp B)
- 2008 - 15:e plats
- 2009 - 19:e plats (Tvåa i Division I, grupp A)
- 2010 - 18:e plats (Vann Division I, grupp B)
- 2011 - 16:e plats
- 2012 - 17:e plats (Vann Division I, grupp A)
- 2013 - 16:e plats
- 2014 - 17:e plats (Vann Division I, grupp A)
- 2015 - 16:e plats
- 2016 - 17:e plats (Vann Division I, grupp A)

## VM-statistik

### 1992-2006
| VM-Turneringar    | Matcher | Segrar | Oavgjorda | Förluster | Gjorda mål | Insläppta mål | Poäng |
| ----------------- | ------- | ------ | --------- | --------- | ---------- | ------------- | ----- |
| A-VM              | 24      | 5      | 3         | 16        | 56         | 121           | 13    |
| B-VM/Division I   | 31      | 16     | 5         | 10        | 135        | 74            | 37    |
| C-VM/Division II  | 29      | 17     | 1         | 11        | 198        | 85            | 35    |
| D-VM/Division III | 0       | 0      | 0         | 0         | 0          | 0             | 0     |

### 2007-
| VM-Turneringar | Matcher | Segrar | Förluster | Sudden deaths-/Straffläggningssegrar | Sudden deaths-/Straffläggningsförluster | Gjorda mål | Insläppta mål | Poäng |
| -------------- | ------- | ------ | --------- | ------------------------------------ | --------------------------------------- | ---------- | ------------- | ----- |
| VM             | 32      | 2      | 25        | 0                                    | 5                                       | 55         | 131           | 11    |
| Division I     | 30      | 26     | 3         | 1                                    | 0                                       | 129        | 45            | 80    |
| Division II    | 0       | 0      | 0         | 0                                    | 0                                       | 0          | 0             | 0     |
| Division III   | 0       | 0      | 0         | 0                                    | 0                                       | 0          | 0             | 0     |

- ändrat poängsystem efter VM 2006, där seger ger 3 poäng istället för 2 och att matcherna får avgöras genom sudden death (övertid) och straffläggning vid oavgjort resultat i full tid. Vinnaren får där 2 poäng, förloraren 1 poäng.

## Profiler
- Anže Kopitar
- Robert Kristan
- Gašper Kopitar
- Žiga Jeglič
- Jan Urbas
- Tomaž Razingar
- David Rodman
- Marcel Rodman
- Rok Tičar
- Mitja Robar
- Jan Muršak